# Estadi de Miyagi
L'Estadi de Miyagi (en japonés: 宮城スタジアム) és un estadi de futbol de Sendai, ciutat de la Prefectura de Miyagi al Japó.
És un dels estadis on es va disputar la Copa del Món de futbol 2002, jugant-se un total de tres partits, dos de la primera fase i un de vuitens de final. També fou seu als Jocs Olímpics d'Estiu de 2020.